# 劉易斯·穆迪
劉易斯·穆迪（英語：Lewis Moody；1978年6月12日—）是一位已經退役的英格蘭橄欖球運動員。他是英格蘭國家橄欖球隊的一員，代表英格蘭參加了2011年世界盃橄欖球賽。